# Lithobius primrosus
Lithobius primrosus är en mångfotingart som först beskrevs av S. Ishii och Tamura 1994.  Lithobius primrosus ingår i släktet Lithobius och familjen stenkrypare. Inga underarter finns listade i Catalogue of Life.